# 50 Pułk Lotnictwa Szturmowego
50 Pułk Lotnictwa Szturmowego (50 plsz) – oddział lotnictwa szturmowego ludowego Wojska Polskiego.
Na podstawie rozkazu Nr 0096/Org. Ministra Obrony Narodowej z dnia 11 grudnia 1951 został sformowany 50 Pułk Lotnictwa Szturmowego.
Jednostka została zorganizowana w garnizonie Elbląg, w okresie od 1 maja do 1 grudnia 1952, według etatu Nr 6/104 o stanie 307 żołnierzy i 2 pracowników kontraktowych. Pułk wchodził w skład 13 Dywizji Lotnictwa Szturmowego.
Na podstawie rozkazu Nr 0078/Org. Ministra Obrony Narodowej z dnia 19 listopada 1952 dowódca Wojsk Lotniczych, w terminie do 20 grudnia 1952, rozformował 50 Pułk Lotnictwa Szturmowego.